# Кличкинский хребет
Кли́чкинский хребе́т — горный хребет в юго-восточной части Забайкальского края России, по обе стороны от долины реки Урулюнгуй в её среднем течении.
Протяженность хребта достигает 220 км при ширине от 15 до 50 км. Преобладающие высоты составляют от 900 до 1000 м, максимальная — 1252 м. По юго-восточной части хребта проходит часть границы между бессточным и тихоокеанским бассейнами стока рек Забайкальского края.
Хребет сложен главным образом известняками и песчаниками, прорванными местами телами гранитоидов, с которыми связаны месторождения полиметаллов, вольфрама, слюды и баритов. В рельефе преобладают низкогорья и среднегорья, которые расчленены долинами постоянных и временных водотоков. Преобладают куполообразные вершины. Большая часть склонов занята пижмовыми степями (частично распахиваемыми) на чернозёмных глубоко промерзающих почвах. На северных склонах местами встречаются березняки.

## Топографические карты
- Лист карты M-50-XII Нерчинский Завод. Масштаб: 1 : 200 000. Указать дату выпуска/состояния местности.
- Лист карты M-50-XI Калга. Масштаб: 1 : 200 000. Указать дату выпуска/состояния местности.
- Лист карты M-50-XVI Кличка. Масштаб: 1 : 200 000. Указать дату выпуска/состояния местности.